# Prefectura de Fukuoka
La prefectura de Fukuoka (福岡県 Fukuoka-ken?) está ubicada en la isla de Kyūshū, Japón. La capital es la ciudad de Fukuoka.

## Historia
La prefectura de Fukuoka incluye las antiguas provincias de Chikugo, Chikuzen y Buzen.
La prefectura ha firmado acuerdos de amistad con Bangkok, Tailandia, Nueva Delhi, India y Hanói, Vietnam.
En julio de 2017, la prefectura es azotada por fuertes lluvia dejando varios desaparecidos y muertos.

## Geografía

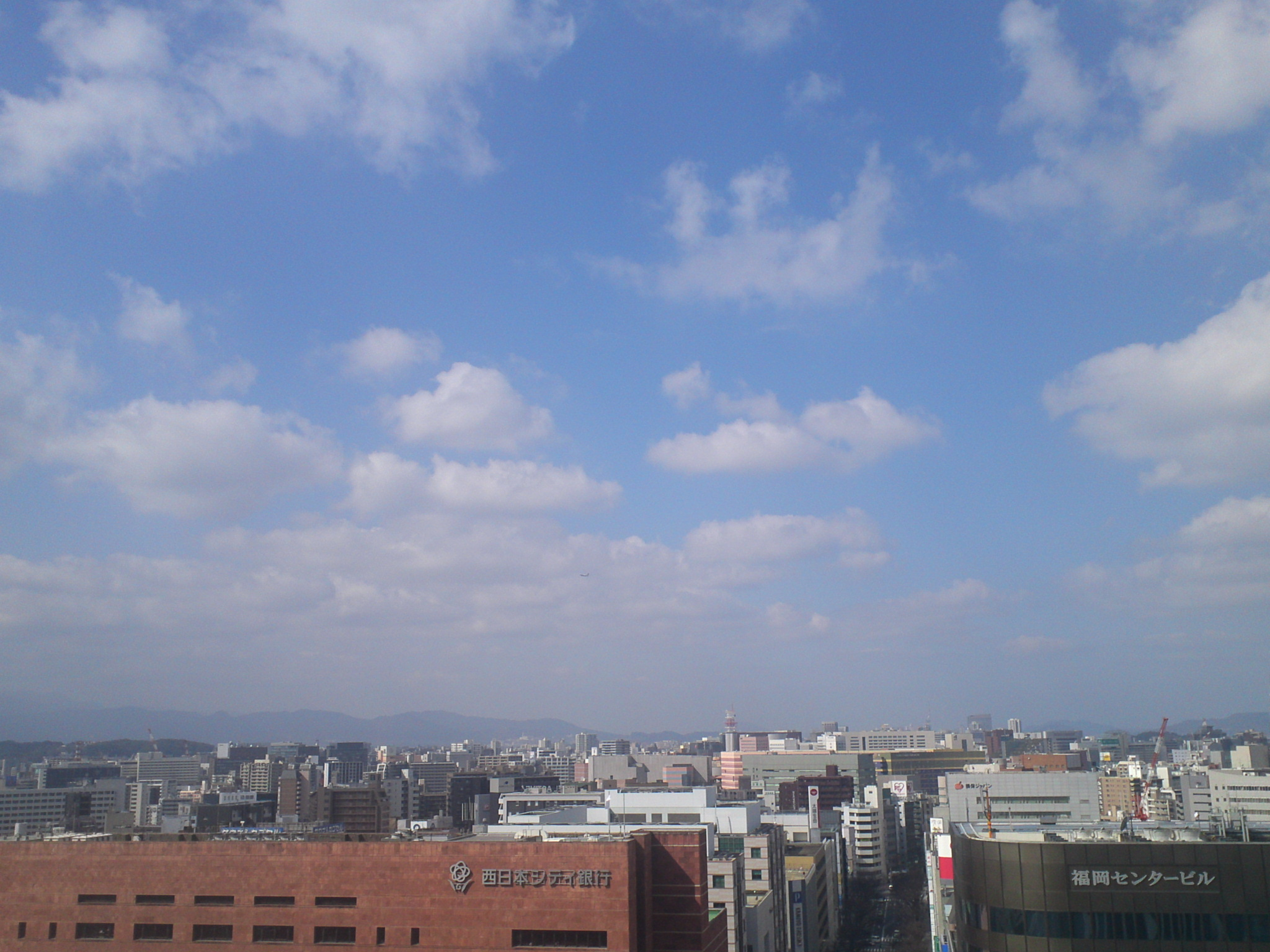
Ciudad de Fukuoka

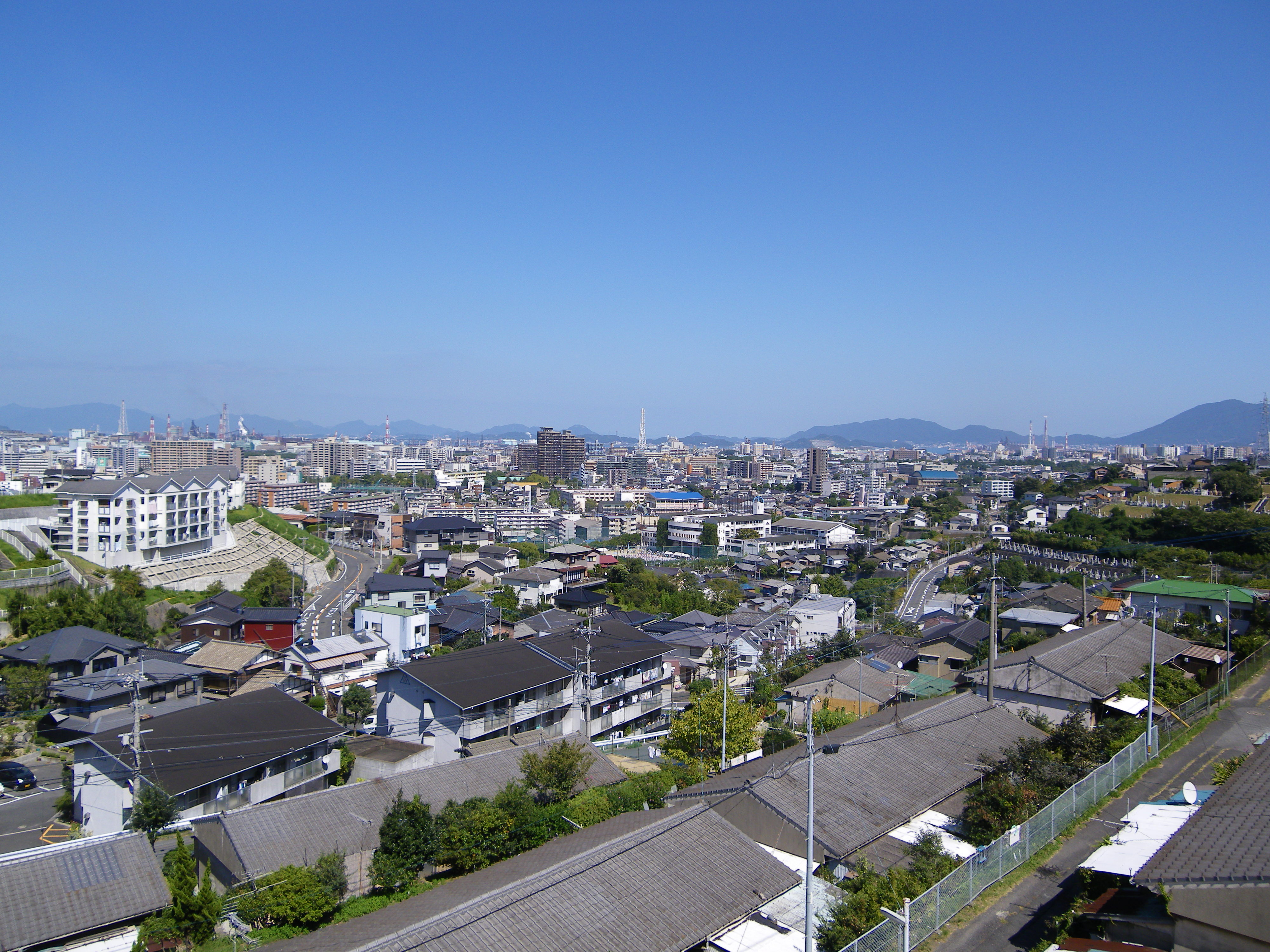
Kitakyushu

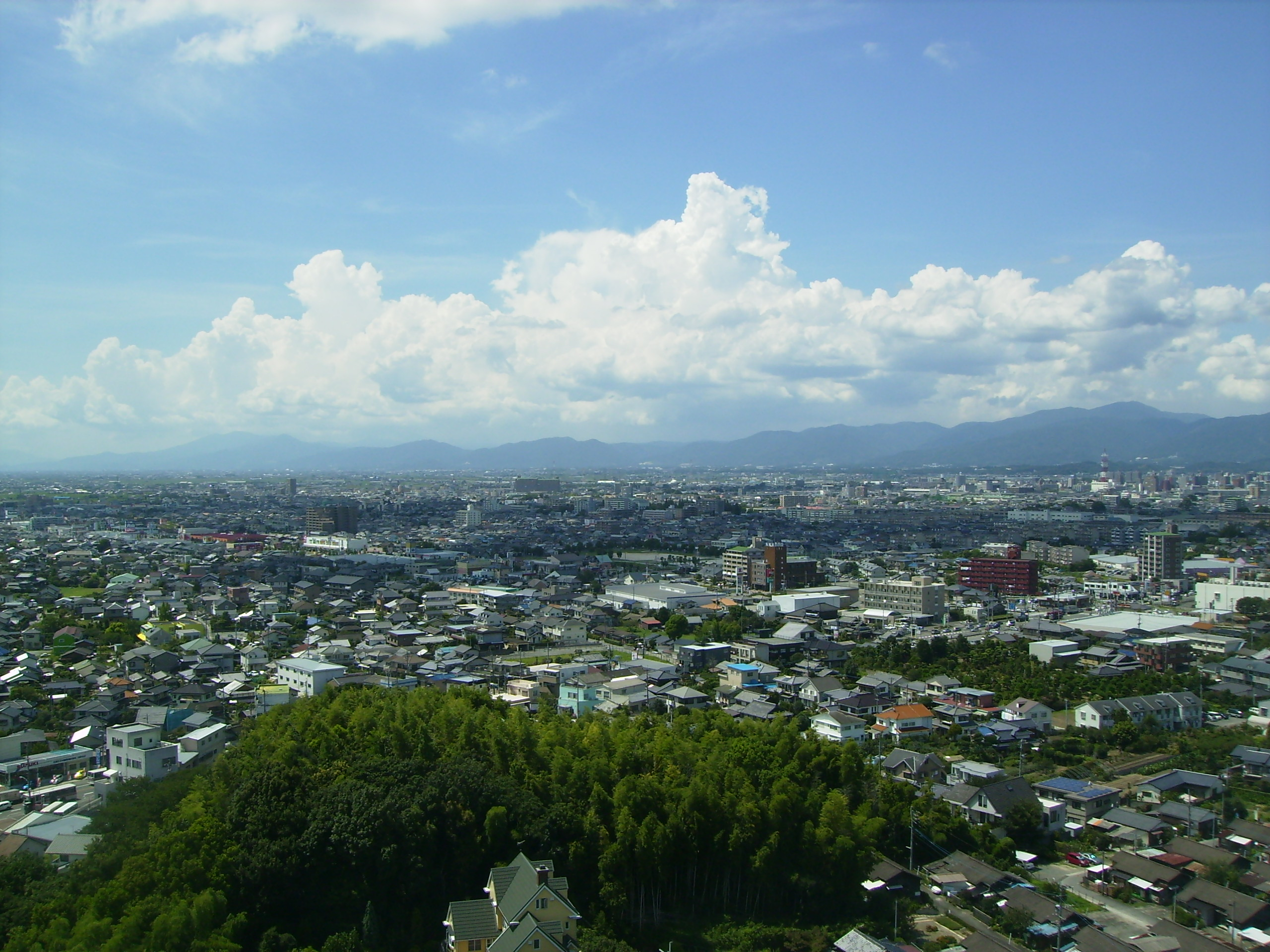
Kurume

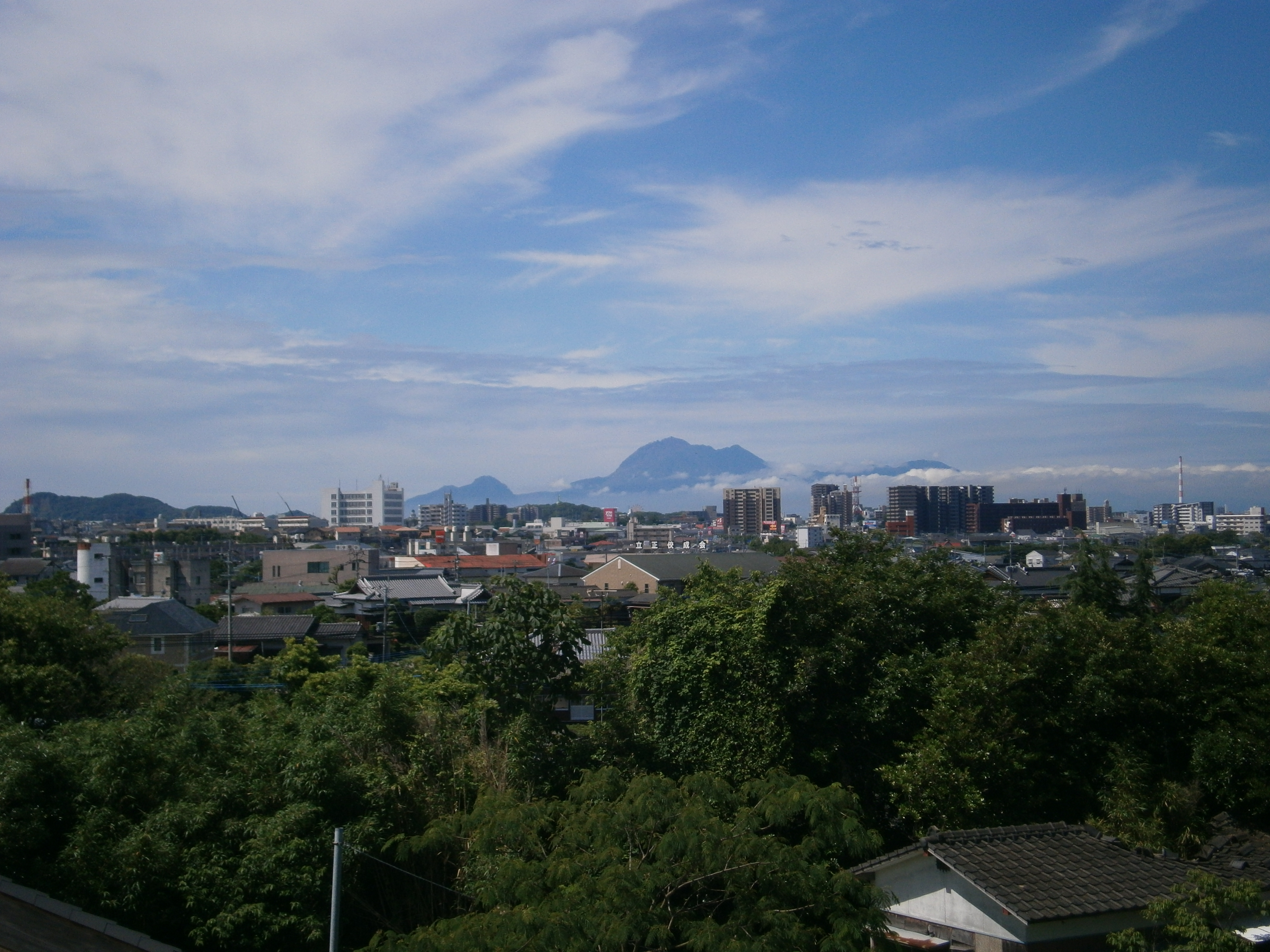
Omuta

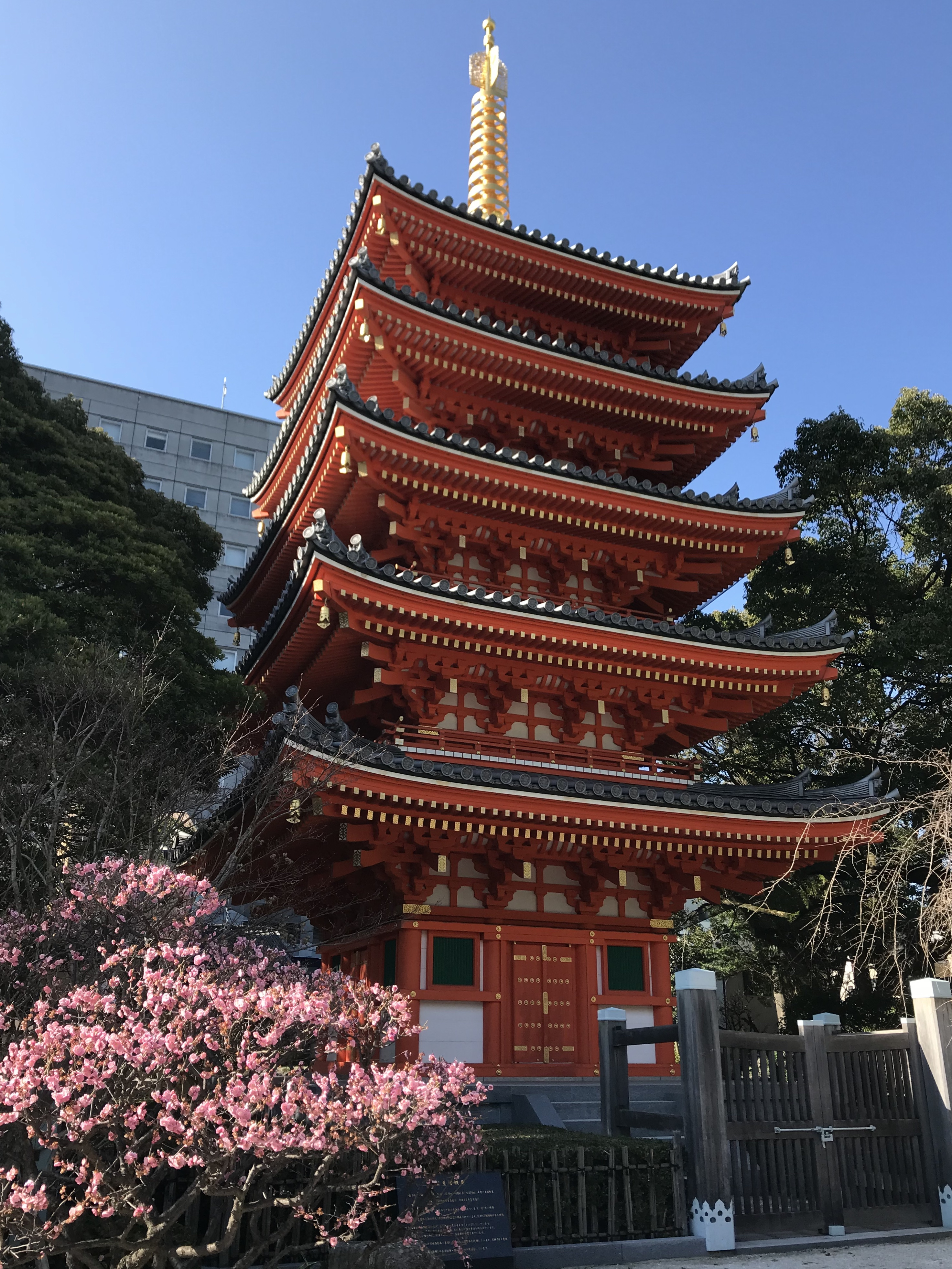
Tōchō-ji

La prefectura de Fukuoka mira al mar en tres lados, rozando las prefecturas de Saga, Ōita y Kumamoto y ubicándose frente a la prefectura de Yamaguchi a través de los estrechos de Kanmon.
El 1 de abril de 2012, el 18% de la superficie total de la prefectura fue designado como parques naturales, a saber, el parque nacional Setonaikai, los cuasi parques nacionales de Genkai, Kitakyūshū y Yaba-Hita-Hikosan, y además los parques naturales de prefectura Chikugogawa, Chikuho, Dazaifu, Sefuri Raizan y Yabegawa.
Fukuoka incluye las dos ciudades más grandes de Kyushu, Fukuoka y Kitakyushu, y gran parte de la industria de Kyūshū. También incluye una serie de pequeñas islas cerca de la costa norte de Kyūshū.

### Ciudades
| - Asakura - Buzen - Chikugo - Chikushino - Dazaifu - Fukuoka (capital) - Fukutsu - Iizuka - Itoshima - Kama - Kasuga - Kitakyūshū - Koga - Kurume - Miyama | - Miyawaka - Munakata - Nakagawa - Nakama - Nōgata - Ogōri - Ōkawa - Ōmuta - Ōnojō - Tagawa - Ukiha - Yame - Yanagawa - Yukuhashi |

### Distritos
- Asakura
  - Asakura
  - Haki
  - Hoshuyama
  - Koishiwara
  - Miwa
  - Yasu
- Chikujo
  - Shiida
  - Shinyoshitomi
  - Taihei
  - Tsuiki
  - Yoshitomi
- Chikushi
  - Nakagawa
- Itoshima
  - Nijo
  - Shima
- Kaho
  - Chikuho
  - Honami
  - Inatsuki
  - Kaho
  - Kaita
  - Keisen
  - Shonai
  - Usui
- Kasuya
  - Hisayama
  - Kasuya
  - Sasaguri
  - Shime
  - Shingu
  - Sue
  - Umi
- Kurate
  - Kotake
  - Kurate
  - Miyata
  - Wakamiya
- Mii
  - Kitano
  - Tachiarai
- Miike
  - Takata
- Miyako
  - Kanda
  - Katsuyama
  - Saigawa
  - Toyotsu
- Mizuma
  - Jojima
  - Mizuma
  - Oki
- Munakata
  - Fukuma
  - Oshima
  - Tsuyazaki
- Onga
  - Ashiya
  - Mizumaki
  - Okagaki
  - Onga
- Tagawa
  - Aka
  - Akaike
  - Hojo
  - Itoda
  - Kanada
  - Kawara
  - Kawasaki
  - Oto
  - Soeda
- Ukiha
  - Tanushimaru
  - Ukiha
  - Yoshii
- Yamato
  - Mitsuhashi
  - Setaka
  - Yamakawa
  - Yamato
- Yame
  - Hirokawa
  - Hoshino
  - Joyo
  - Kurogi
  - Tachibana
  - Yabe